# Jean de Villiers (rugbysta)

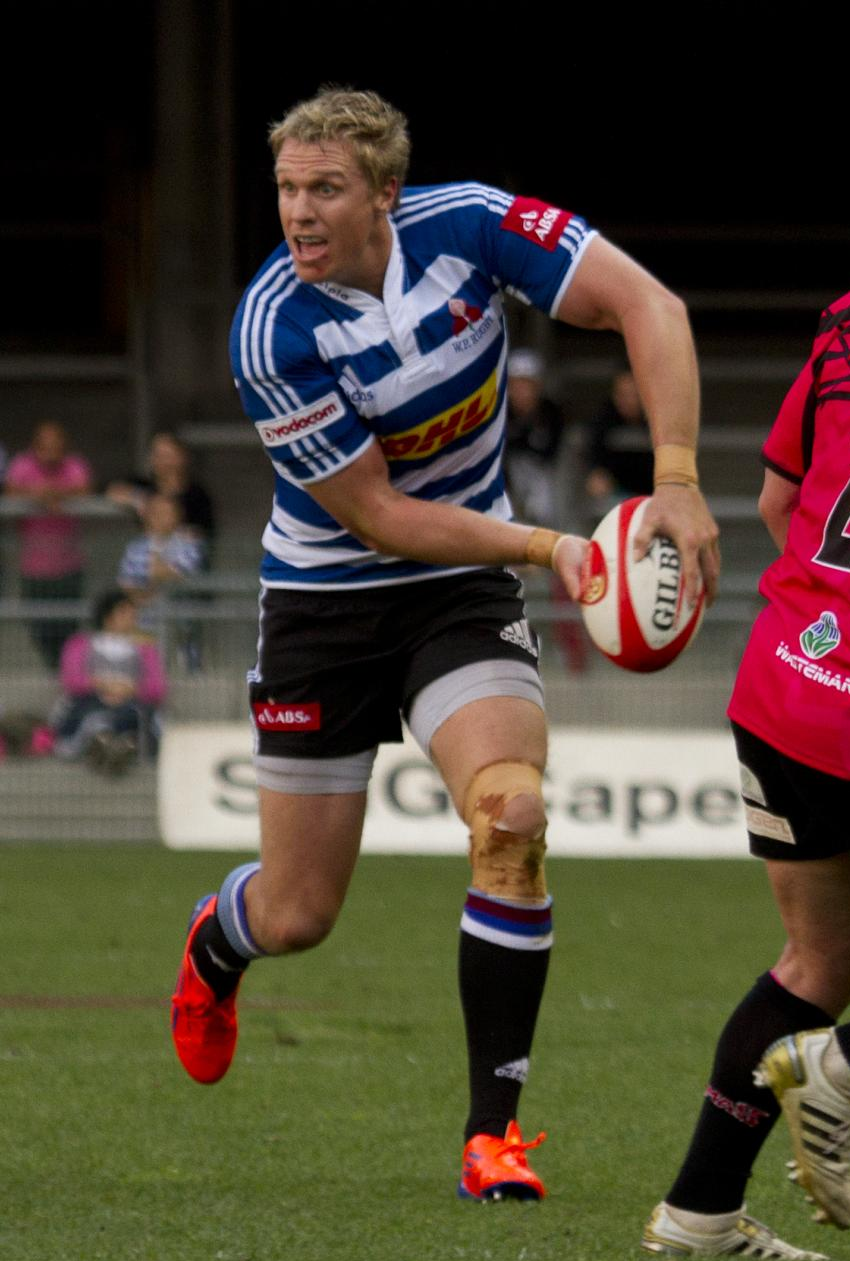
De Villiers w barwach Wetern Province (2011)

Jean de Villiers (wym. [ˈʒɑːn dəfəlˈjeə]; ur. 24 lutego 1981 w Paarl) – były południowoafrykański rugbysta występujący na pozycji środkowego ataku; kapitan reprezentacji RPA, zdobywca pucharu świata.

## Kariera klubowa
Jean de Villiers ukończył Paarl Gymnasium, szkołę o dobrej renomie, także gdy chodzi o nauczanie rugby. Od początku kariery związany był z kapsztadzką drużyną regionalną Western Province, w której drużynach młodzieżowych występował do 2002 roku. Rok wcześniej po raz pierwszy został uwzględniony w składzie na seniorskie rozgrywki Currie Cup. W tym samym 2001 roku zespół Western Province został regionalnym mistrzem kraju, jednak osiągnięcie to nie zostało powtórzone przez kolejnych 10 sezonów. Wysoka dyspozycja sprawiła, że w 2005 roku De Villiers został wybrany do składu Stormers – reprezentującego Prowincję Przylądkową Zachodnią zespołu ligi Super 12. W sezonie 2008 został mianowany nowym kapitanem Stormers. Do połowy 2009 roku dla Western Province zdobył 125 punktów w 37 meczach, zaś dla Stormers 90 w 63.
W lipcu 2009 roku podano do publicznej wiadomości informację o tym, że De Villiers podpisał kontrakt z irlandzkim zespołem Munster Rugby, rywalizującym w Lidze Celtyckiej. Przeciętne początki w drużynie z południa Irlandii, nie przeszkodziły De Villiersowi w zdobyciu przyłożenia w spotkaniu Pucharu Heinekena z USA Perpignan. W dalszej części sezonu forma południowoafrykańskiego środkowego wyraźnie rosła, a ekipa Munsteru odpadła dopiero w półfinale ligi z Leinster Rugby. Pomimo tego, De Villiers nie zdecydował się na przedłużenie wygasającego po roku kontraktu. Bezpośrednim powodem było oświadczenie selekcjonera Springboks, Petera de Villiersa, że do składu na Puchar Świata nie powoła żadnego z zawodników, którzy nie grają w ojczyźnie. W związku z tym, Jean zdecydował się na powrót do Western Province i Stormers. Nie wykluczył jednak powrotu do Munsteru, gdyby w przyszłości nadarzyła się taka sposobność.
Po przeprowadzce do Kapsztadu, De Villiers zdążył jeszcze zagrać w siedmiu meczach sezonu 2010, w którym gracze Western Province po raz pierwszy od wielu lat dotarli do finału. W nim jednak, pomimo obecności środkowego Springboks, ulegli Natal Sharks 30:10. Sezony 2011 i 2012 w obu przypadkach przyniosły Stormers porażki w półfinałach Super 14 – odpowiednio z Crusaders i Sharks. W roku 2012 więcej powodów do zadowolenia kibice z Kapsztadu mieli z zespołu Western Province, który nie tylko dotarł do finału, ale także pokonał Natal Sharks 25:18. Co więcej, dokonał tego na stadionie Kings Park Stadium w Durbanie. Sam De Villiers stracił jednak szansę na występ zarówno w półfinale, jak i w finale, na skutek kolejnej kontuzji uda.

## Kariera reprezentacyjna
De Villiers karierę międzynarodową zaczynał od reprezentacji U-18 (SA Schools). Następnie dwukrotnie uczestniczył w organizowanych wspólnie przez FIRA-AER oraz IRB mistrzostwach świata U-19. Podczas turnieju rozgrywanego w 1999 roku Walii, Baby Boks zajęli trzecie miejsce, jednak rok później we Francji nie odegrali w imprezie żadnej znaczącej roli.
W sezonie 2001/2002 de Villiers był również członkiem reprezentacji siódemek. Zawodnicy z Południowej Afryki na koniec sezonu IRB Sevens World Series zajęli wówczas drugie miejsce (za Nową Zelandią). Z tym samym zespołem zdobył brązowy medal podczas Igrzysk Wspólnoty Narodów w Manchesterze w 2002 roku.
Również w 2002 roku wziął udział w Mistrzostwach Świata do lat 21, które organizowała Republika Południowej Afryki. Gospodarze zdobyli wówczas złoto, zaś sam De Villiers zdobył podczas turnieju 4 przyłożenia.
Dobre występy w reprezentacji młodzieżowej zaowocowały wkrótce powołaniem do drużyny seniorów. 9 listopada 2002 roku Jean de Villiers w meczu z Francją w Marsylii został 735. debiutantem w barwach południowoafrykańskiej reprezentacji. Pierwszy występ w barwach Spingboks nie był jednak w pełni szczęśliwy dla urodzonego w Paarl zawodnika, gdyż ledwie po siedmiu minutach spędzonych na boisku, doznał poważnej kontuzji kolana (zerwanie więzadeł), która na blisko dwa lata przekreśliła jego reprezentacyjne nadzieje. Był to jeden z ostatnich sparingów przed Pucharem Świata w Australii, zaś uzyskanie pełnej sprawności zajęło młodemu reprezentantowi aż dziewięć miesięcy.
Do kadry RPA De Villiers powrócił dopiero w lipcu 2004 roku na wygrany mecz z Pacific Islanders, mieszanym zespołem składającym się z zawodników z Fidżi, Tonga i Samoa. Następnie wywalczył sobie miejsce na skrzydle podczas zwycięskiego Pucharu Trzech Narodów – w czterech meczach zdobył wówczas trzy przyłożenia. W połowie 2005 roku został przesunięty na pozycję wewnętrznego środkowego (pozycja numer 12). W czerwcu kolejnego roku poprowadził jako kapitan drużynę Południowej Afryki w nieoficjalnym spotkaniu z drużyną „Reszty Świata” (World XV).
W 2007 roku, jako podstawowy zawodnik reprezentacji, znalazł się w składzie na Puchar Świata we Francji. Tam jednak już w pierwszym meczu z reprezentacją Samoa doznał kontuzji mięśni ramienia, przez którą musiał przedwcześnie zakończyć turniej. Jego miejsce w składzie zajął wówczas Francois Steyn, a gracze Springboks sięgnęli po złote medale. De Villiers przyznał później, że choć otrzymał wówczas złoty medal, to z uwagi na uraz, nie czuł się w pełni członkiem tej drużyny. Pomimo wcześniejszej kontuzji, w 2008 roku wystąpił we wszystkich 13 meczach swojej reprezentacji, w tym w zwycięskim pojedynku z Nową Zelandią w Christchurch, jak również w trzech wygranych meczach w Europie.
Rok później wystąpił w dwóch wygranych meczach z British and Irish Lions oraz we wszystkich sześciu spotkaniach rozegranych przez Springboks w ramach Pucharu Sześciu Narodów, który zakończył się zwycięstwem RPA.
Latem 2010 roku w kilku meczach został ustawiony na skrzydle, jednak w dalszej części sezonu wrócił na środek boiska. W sierpniu 2011 znalazł się na liście reprezentantów RPA na Puchar Świata w Nowej Zelandii. W czasie turnieju tylko raz wystąpił w pierwszym składzie, w meczu z Walią, czego powodem było uszkodzenie chrząstek żebrowych.
W czerwcu 2012 roku, po zakończeniu karier międzynarodowych przez Johna Smita i Victora Matfielda, De Villiers został mianowany 54. kapitanem Springboks. Z 72 meczami w kadrze był najbardziej doświadczonym zawodnikiem w historii RPA, któremu powierzono tę funkcję. Selekcjoner Heyneke Meyer przyznał wówczas, że wpływ na jego decyzję miał również sposób, w jaki De Villiers podchodzi do młodych zawodników w drużynie Stormers. Kilkanaście dni później, z wynikiem 59 meczów, został rekordzistą, gdy chodzi o liczbę spotkań w drużynie narodowej RPA rozegranych na pozycji środkowego ataku. W listopadzie tego samego roku uczestnictwo w meczu z Anglią zapewniło mu piąte miejsce wśród zawodników pod względem liczby występów w kadrze.
W trakcie rozgrywanego w grudniu 2014 roku test-meczu z Walią doznał zwichnięcia rzepki – poważnej kontuzji kolana wymagającej przeszło półrocznej rehabilitacji. Mimo tego De Villiers zdążył wrócić do wystarczająco dobrej formy, by w sierpniu kolejnego roku otrzymać powołanie na rozgrywany w Anglii Puchar Świata. Podczas turnieju wystąpił jednak zaledwie w dwóch spotkaniach Springboks – w sensacyjnie przegranym pojedynku z Japonią i wygranym meczu z Samoa. W meczu z Polinezyjczykami w starciu z rywalem złamał szczękę, co wykluczyło jego dalszy udział w mistrzostwach. Po meczu kapitan RPA ogłosił zakończenie kariery międzynarodowej. W chwili przejścia na „reprezentacyjną emeryturę” De Villiers miał na koncie 109 meczów w kadrze (wówczas czwarty wynik pod tym względem), z czego 37 rozegrał jako kapitan Springboks (drugi wynik). Co więcej, 94 mecze rozegrał na pozycji środkowego, co w owym czasie było najlepszym rezultatem w historii reprezentacji RPA.

## Wyróżnienia
- Nominacja do miana Zawodnika Roku w RPA 2005[4],
- Rugbysta Roku 2008 w RPA[4],
- Zawodnik Roku 2008 w RPA według zawodników[4],
- Nominacja do miana Zawodnika Roku 2008 w Super 14[4],
- Rugbysta Roku 2014 w RPA[34].

## Życie prywatne
- Ukończył studia na Uniwersytecie w Stellenbosch[4].
- Jego rodzimym językiem jest afrikaans, jednak płynnie posługuje się także językiem angielskim[6].
- Jest synem byłego wspieracza Western Province, André de Villiersa[18][34] i Louise[34].
- Z bratem Andre-Louisem w 1999 roku wspólnie występował w reprezentacji do lat 19[34].
- Jest żonaty z Marlie, z którą ma trójkę dzieci: Layli, Lanę i Lucę[34].
- De Villiers jest praktykującym członkiem Nederduitse Gereformeerde Kerk (z afr. Holenderski Kościół Reformowany)[6].